# 자전거의 날
자전거의 날은 4월 22일이다. 전 국민의 자전거타기를 활성화하고, 자전거이용자의 자긍심을 고취시키기 위하여 2010년 6월 29일에 제정된 기념일이다.지방자치단체는 자전거의 날과 그 주간에 각종 행사 등을 실시하고 국가는 행사를 지원하도록 "자전거이용 활성화에 관한 법률" 및 자전거이용 활성화에 관한 법률 시행령"에 규정되어 있다.